# Betta stiktos
Betta stiktos is een straalvinnige vissensoort uit de familie van de echte goerami's (Osphronemidae). De wetenschappelijke naam van de soort is voor het eerst geldig gepubliceerd in 2005 door Tan & Ng.